# Bay of Quinte Yacht Club
Le Bay of Quinte Yacht Club est un club nautique du Canada fondé 1876. Il est situé au bord de la Baie de Quinte, à Belleville suc le Lac Ontario.

## Histoire
Ce yacht Club, en Baie de Quinte, a été fondé en octobre 1876. Le premier Commodore fut Thomas Kelso qui comptait 18 à 20 membres à la création  du club.

Le BQYC a été l' un des quatre membres fondateurs du Lake Yacht Racing Association(LYRA) ; Les trois autres membres fondateurs étaient les Royal Canadian Yacht Club, Oswego Yacht Club et Toronto Yacht Club. Les premières régates de cette association se déroulèrent  à Toronto, Oswego, Kingston et Belleville.
Les activités nautiques du BQYC diminuèrent au tournant du siècle et cessèrent tout à fait avec l'avènement de la Première Guerre mondiale.

L'intérêt pour la voile dans la baie de Quinte a repris après la Seconde Guerre mondiale à cause des nouveaux plaisanciers locaux qui voulaient faire revivre le yacht club. Lors de la réunion en 1951, la décision de construire un Clubhouse est prise sur le site de l'ancienne piscine située dans le parc Victoria.
En 1978, le BQYC joua un rôle actif lors des célébrations du centenaire de Belleville en organisant défilé naval en juillet, réunissant plus de 300 bateaux sur le lac Ontario.

## Coupe de l'America
Les membres du BQYC lancèrent leur défi au New York Yacht Club par une lettre du 16 mai 1881. Le défi fut accepté le 12 juin pour la course prévue en octobre.

Le capitaine Alexander Cuthbert, membre du club, a conçu le yacht Atalanta pour la Coupe de l'America de 1881. Le bateau challenger fut lancé mi-septembre et a affronté le sloop américain Mischief, sans succès.